# Romanschulzia alpina
Romanschulzia alpina är en korsblommig växtart som beskrevs av Paul Carpenter Standley och Julian Alfred Steyermark. Romanschulzia alpina ingår i släktet Romanschulzia och familjen korsblommiga växter. Inga underarter finns listade i Catalogue of Life.